# 1912 en Belgique
Chronologie de la Belgique
- 1908
- 1909
- 1910
- 1911
- 1912
- 1913
- 1914
- 1915
- 1916

Cette page recense des événements qui se sont produits durant l'année 1912 en Belgique.

## Évènements
- 2 juin : victoire du Parti catholique aux élections législatives.
- Juin-Juillet: Ferdinant Brunot et Charles Bruneau mènent une mission pour enregistrer des personnes qui parlent les langues régionales (wallon, picard, gaumais), d'abord dans le nord de la France, puis dans le sud de la Wallonie [1]

## Culture

### Architecture

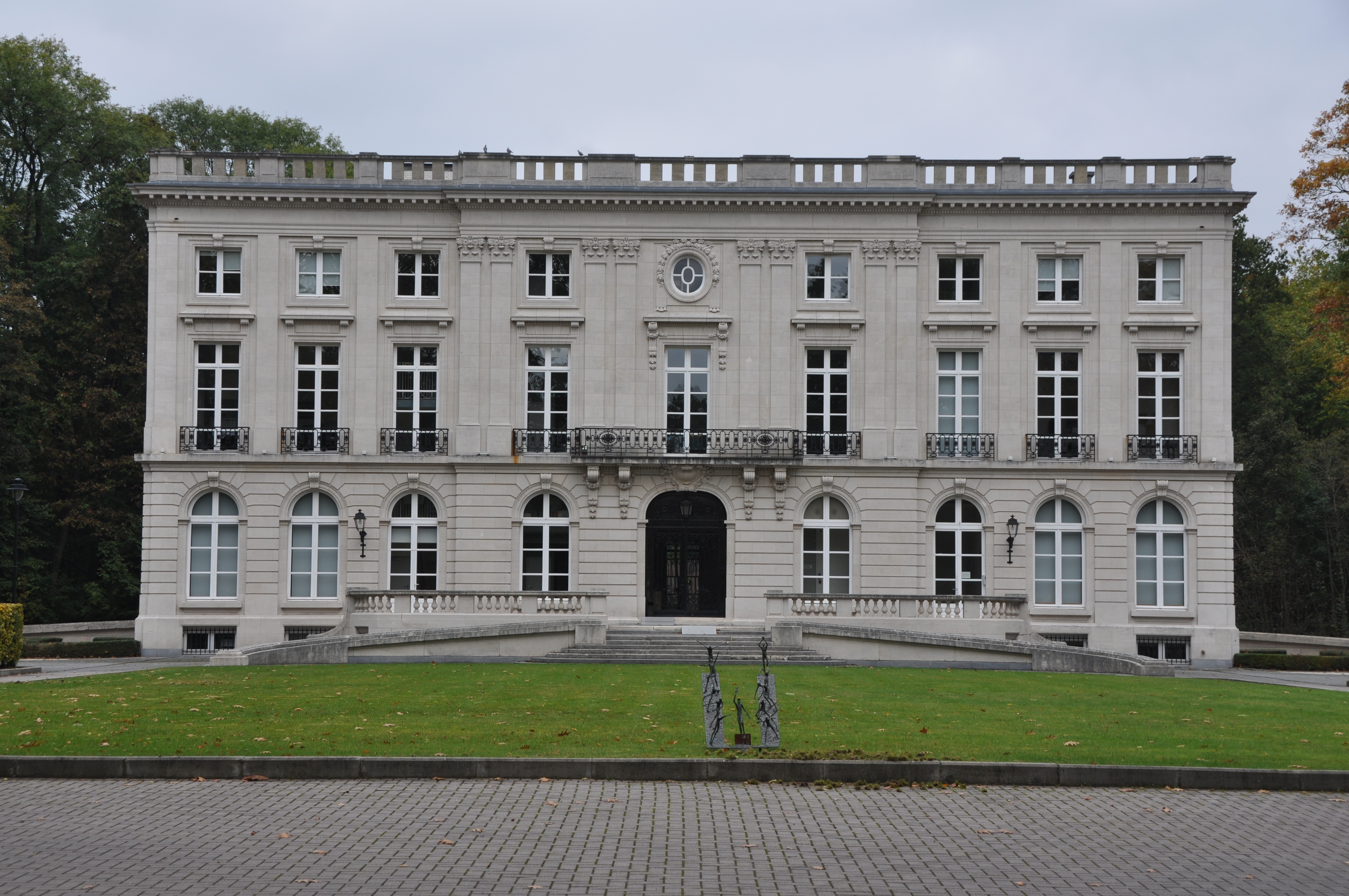
Château de la Solitude à Auderghem (style Beaux-Arts, François Malfait)
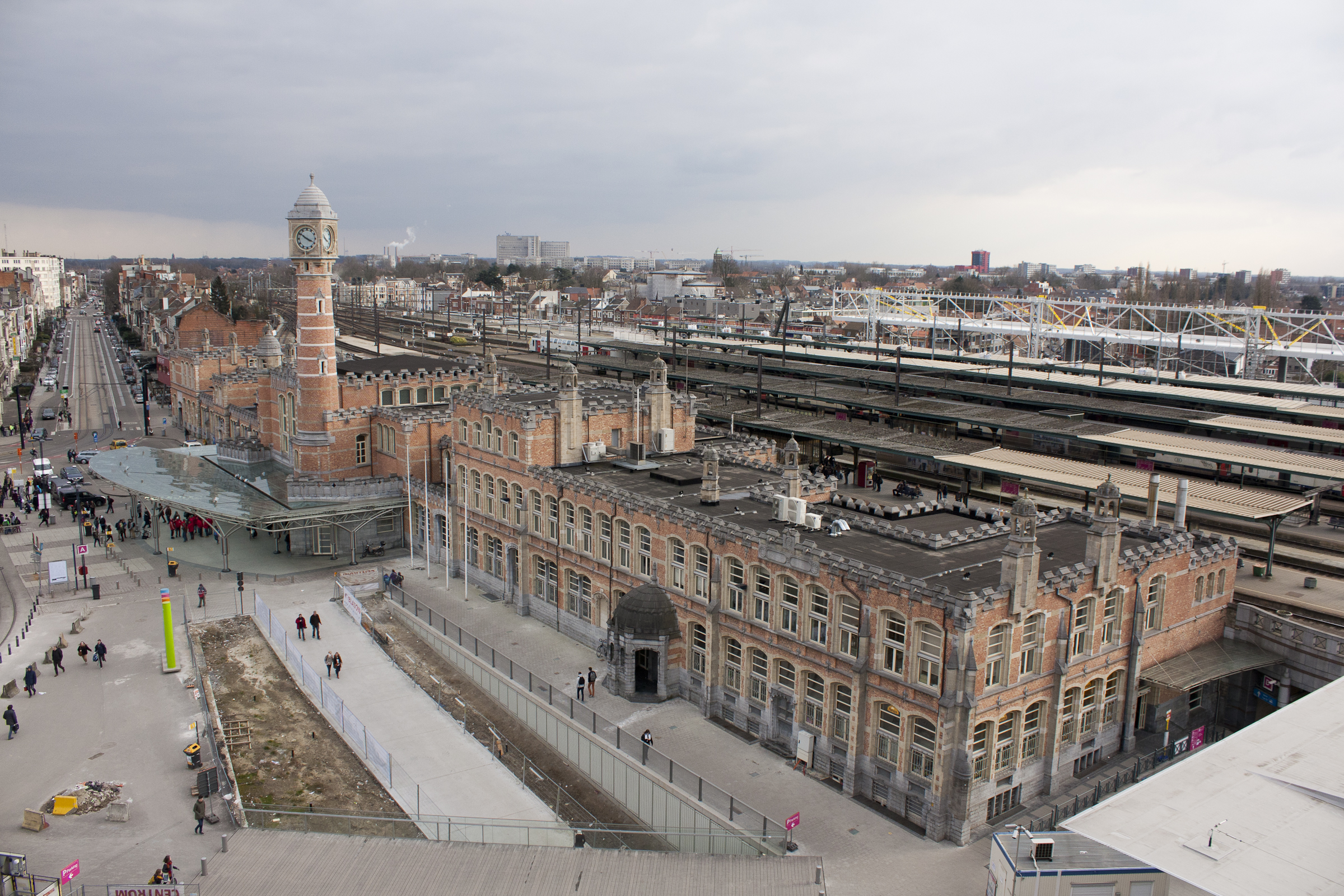
Gare de Gand-Saint-Pierre (style éclectique, Louis Cloquet)
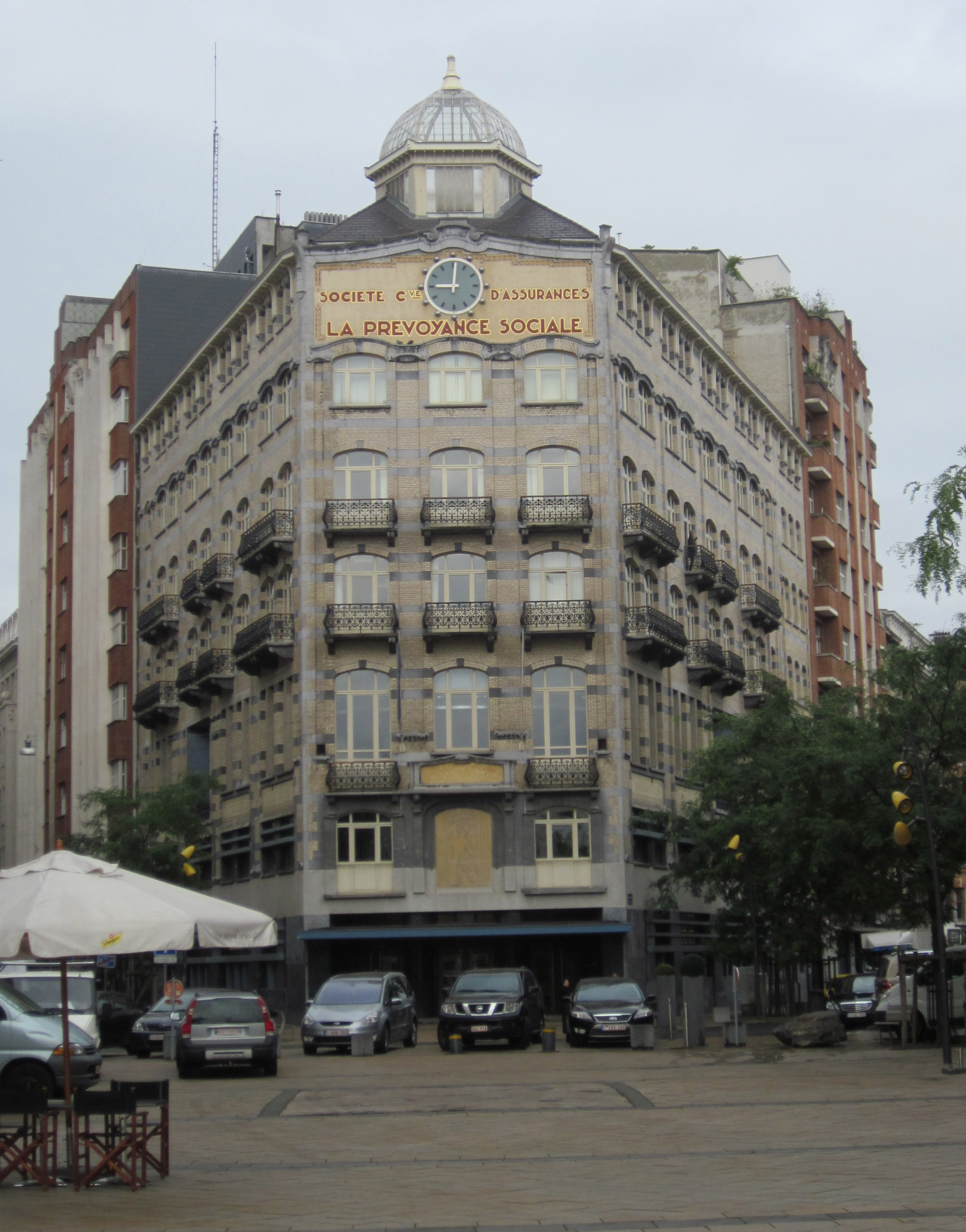
Immeuble de La Prévoyance sociale à Anderlecht (Art nouveau)

### Cinéma
- L'Histoire de Minna Claessens d'Alfred Machin.

### Littérature

#### Littérature francophone
- La Frise empourprée, recueil de poèmes d'Albert Giraud[2].
- Fumée d'Ardenne, recueil de poèmes de Thomas Braun[3].
- Hélène de Sparte, pièce de théâtre d'Émile Verhaeren[4].
- Les Liens, pièce de théâtre de Gustave Vanzype[5].
- Le Puits d'azur, recueil de poèmes de Jean Dominique[3].

#### Littérature néerlandophone
- Levensleer, roman de Virginie Loveling et Cyriel Buysse[6].

## Naissances
- 15 mars : Louis Paul Boon, écrivain d'expression néerlandaise († 10 mai 1979).
- 16 mars : Gustave Van Belle, coureur cycliste († 25 août 1954).
- 4 avril : Guillaume Driessens, coureur cycliste et directeur sportif († 15 juin 2006).
- 19 mai : Michel D'Hooghe, coureur cycliste († 12 mai 1940).
- 4 juillet : Edward Vissers, coureur cycliste († 2 avril 1994).
- 8 juillet : Jacques Stehman, pianiste et compositeur († 20 mai 1975).
- 10 août : Romain Maes, coureur cycliste († 22 février 1983).
- 22 septembre : Éloi Meulenberg, coureur cycliste († 26 février 1989).
- 6 octobre : Adolf Braeckeveldt, coureur cycliste († 4 août 1985).
- 24 novembre : François Neuville, coureur cycliste († 12 avril 1986).

## Décès
- 23 janvier : Henri Hymans, lithographe et littérateur (° 8 août 1836).
- 12 février : Léon Dardenne, peintre, dessinateur et affichiste (° 29 octobre 1865).
- 6 octobre : Auguste Beernaert, homme politique (° 26 juillet 1829).
- 26 novembre : Marie de Hohenzollern-Sigmaringen, comtesse de Flandre, mère du roi des Belges Albert Ier (° 17 novembre 1845).